# Мессия
Месси́я (от др.-евр. מָשִׁיחַ‬ [maˈʃiaχ] через др.-греч. Μεσσίας [mesˈsi.as]; араб. المسيح‎ [al.ma.siːħ]), дословно — «пома́занник». Помазание оливковым маслом (елеем) было частью церемонии, проводившейся в древности у евреев и других народов Ближнего Востока при возведении монархов на престол и посвящении священников в сан.
В иудаизме слово машиах иносказательно означает «духовный лидер» и «царь». Иудеи верят, что идеальный царь, потомок библейского царя Давида, будет послан Богом, чтобы осуществить избавление (геуллу) народа Израиля, включая политическое освобождение из-под власти других народов, а избавление Израиля принесёт уже избавление и исправление всему миру.
В христианстве чаще используется греческая форма термина машиах — христос (с греч. — «помазанник»), а также термин Спаситель. В христианском богословии роль Христа-Мессии также распространяется на всё человечество.
В исламе слово масих означает «помазанник». В Коране масихом назван Иса ибн Марьям. Слово масих также употребляют в контексте судного дня и участия пророка Исы в нём.

## Мессия в Танахе (Ветхом Завете)
В Танахе машиахом (дословно — «помазанником») называются цари Израиля и Иудеи, священники, библейские патриархи, некоторые пророки, весь народ Израиля, персидский царь Кир II.

## Иудейская традиция

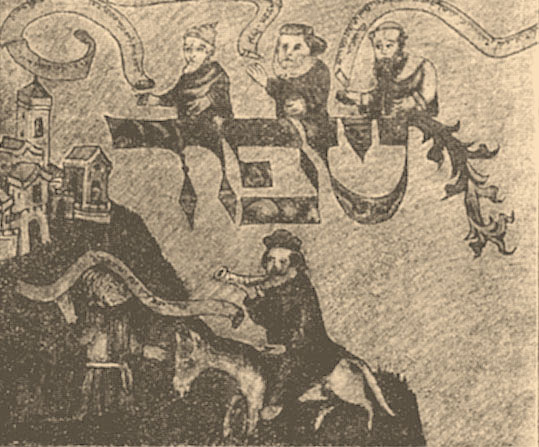
Пророк Илия возвещает пришествие Мессии. Раскрашенный махзор из Франкфурта-на-Майне

### Критерии прихода Мессии в Танахе (Ветхом Завете)
Понятие прихода Мессии введено пророками древнего Израиля. Таким образом, если человек объявляет себя (или кто-то объявляет его) Мессией, то следует проверить, совершил ли он то, что древнееврейские пророки ожидают от Мессии.
С точки зрения иудаизма, в Танахе (Ветхом Завете) главным критерием прихода Мессии является пророчество Исайи, который указывает, что дни пришествия Машиаха будут эпохой межнациональных и социальных перемен:

И перекуют все народы мечи свои на орала и копья свои — на серпы; не поднимет меча народ на народ, и не будут больше учиться воевать.
— Ис. 2:4
Тем самым, согласно библейским пророчествам, во времена Машиаха прекратятся войны, настанет всеобщий мир и благоденствие, и все люди, наслаждаясь покоем и гармонией, смогут посвятить себя познанию Бога и духовному совершенствованию. Свет Солнца усилится в семь раз по пришествии Мессии (Ис. 30:26).
В иудейской традиции Машиахом (Мессией) считается царь, потомок царя Давида, который будет послан Богом для избавления народа Израиля и спасения человечества.
В Мидраше можно увидеть параллель между Моисеем как «первым Избавителем» и Мессией как «последним Избавителем», поэтому можно предположить, что образ Моисея явился зародышем мессианской идеи. Однако подлинными историческими мессиями (и прототипом эсхатологического Мессии) стали Давид — царь, пророк и псалмопевец, и особенно его сын Соломон.
Танах содержит представление о Мессии как в историческом (текущие цари Израиля, 1 Цар. 12:3 — 5), так и в эсхатологическом смысле.
Согласно представлениям иудаизма, при Машиахе весь еврейский народ будет жить согласно законам Торы. Сплав духовных ценностей, справедливости, цельности и любви создаст идеальное общество, которое будет служить примером для подражания всему человечеству. Когда это будет достигнуто, Машиах сможет перейти к завершающей стадии мессианского процесса, то есть привлечь все народы мира к выполнению духовных задач, стоящих перед человечеством.

### Трактование мессианских пророчеств Танаха (Ветхого Завета)
В галахическом труде Мишнэ Тора Маймонид описывает три стадии наступления эры Машиаха следующим образом:

1. Если встанет царь из дома Давида, изучивший Тору и соблюдающий заповеди, подобно Давиду, своему предку… и он приведёт весь Израиль [на путь Торы]… и будет сражаться в битвах Бога — тогда можно предположить, что он Машиах.

2. Если его усилия увенчаются успехом, и он построит Храм на его месте и соберёт Израиль из изгнания — тогда он наверняка Машиах.

3. Его влияние распространяется на весь мир, и все объединятся в служении Богу, ибо сказано: «И тогда изменю Я язык народов [и сделаю его] чистым, чтобы все призывали Имя Господа, чтобы служили Ему единодушно» (Соф. 3:9).
Согласно иудейским комментаторам, «царь» может означать вождя или религиозного лидера; «из дома Давида» — возможно означает «в традиции Давида», то есть подобно Давиду, он будет обладать харизмой (вдохновением, благодаря которому он будет удостоен глубокого уважения и восхищения народа); благодаря личному примеру и силе своего воздействия на людей он побудит всех евреев вернуться к Торе. (Впрочем, согласно буквальному значению текстов древних еврейских пророчеств, Мессия должен быть также и прямым потомком царя Давида по мужской линии через его сына Соломона).
В этом контексте «битвы Бога», возможно, означают духовные битвы, неминуемые при воспитательной деятельности такого масштаба, но могут иметься в виду и войны против соседних народов, если те нападут на еврейское государство.
Пророк Иеремия говорит о Мессии, потомке Давида, так:

Вот, наступят дни, — сказал Господь, — когда взращу Я Давиду праведного потомка, и будет он царствовать, и будет мудр и удачлив, и будет вершить суд и правду на земле. Во дни его Иеуда будет спасён, и Израиль будет жить в безопасности; и вот имя его, которым назовут его: Господь — справедливость наша.
— Иер. 23:5
Маймонид также подчёркивает, что приход Машиаха не будет сопровождаться чудесами, всё будет происходить естественным путём. Лишь дальнейшее развитие событий покажет, можно ли быть уверенным, что это Машиах. Когда этот человек продемонстрирует Божественный источник своей власти и, как предсказано пророками, соберёт всех изгнанников в Эрец-Исраэль и восстановит Храм — лишь тогда все сомнения отпадут, и он без всяких оговорок будет признан Машиахом. Поскольку библейские пророчества до сих пор не были реализованы, иудаизм считает, что Мессия ещё не пришёл.
В «Послании в Йемен» Маймонид также добавляет, что Мессия впервые появится в Израиле и добавляет ещё некоторые детали.

### В Талмуде
Образ Мессии в Талмуде, особенно в Агаде, неоднозначен. В некоторых местах он изображён нагруженным страданиями как мельничными жерновами или даже в виде прокажённого нищего, который сидит в воротах Рима, ожидая своего часа. Мессия должен прибыть на осле или на облаке, в зависимости от поведения народа. Время прихода также зависит от поведения народа. Впрочем, по господствующему в Талмуде мнению, существует крайний срок, никому не известный. Тем не менее и Талмуд и более поздние мудрецы делали предсказания, которые не сбылись.
Хотя Мессия и должен быть из рода Давида, Талмуд упоминает также Мессию из рода Иосифа, который подготавливает почву для Мессии из рода Давида и погибает.

### В каббале и саббатиантстве (учении Шабтая Цви)
В каббале раскрывается, что Мессия исполняет процесс исправления мира (тиккун), гематрия его имени 358 соотносится со словами קורבן — «корбан» (жертва) и נחש — «нахаш» (змей).
Натан из Газы (последователь Шабтая Цви) в «Трактате о Драконах» пишет, что корни Мессии — в сфере высочайшего света. Но Эйн соф проецирует эти корни в мир змей, в силу того, что лишь Мессия способен не только победить змей, но переместить их в обитель святости. Таким образом, дух Мессии с самого начала обитает среди змей клипот. Он борется с царём драконов, и временами этот царь одолевает Мессию, мучая его. Но в конце Мессия освободится от скорлупы клипот. Он поднимется в этот мир с целью искупления. Но он должен опять спуститься в бездну клипот, чтобы победить царя драконов и переменить его и всё его царство в царство света.

### В движенииХабад
Седьмого Ребе Менахема Мендла Шнеерсона многие хасиды Хабада считали Мессией. Часть любавичских хасидов отказалась признать его физическую смерть в 1994 году и продолжает придерживаться этого мнения.

### Ожидание прихода
Иудаизму присуща вера в возможность прихода Машиаха каждый день. Согласно Маймониду, этот принцип занимает двенадцатое место среди «13-ти принципов иудаизма»:
Безоговорочно верю в приход Машиаха, и, хотя он задерживается, я всё же каждый день буду ждать его.
В древности, в случаях, когда было сомнение, кто должен быть царём (например, после междоусобной войны или если у царя не было прямого наследника, или если царская власть была по иной причине прервана) царя назначал пророк. Однако считается, что со времён разрушения Первого Храма пророческий дар был утрачен. Выходом из положения является приход пророка Илии (ивр. — Элияһу һа-Нави), который не умер, а живым был забран на небо. Традиционно считается, что перед приходом Машиаха пророк Илия спустится на землю и помажет его на царствование. Во время пасхального седера есть обычай ставить налитый бокал вина, пустую тарелку и приборы и оставлять открытую дверь в ожидании прихода пророка Илии, предвестника прихода Мессии.

#### Лжемессии в еврейской истории
Лжемессии в еврейской истории появлялись неоднократно и с переменным успехом.

Надежды многих евреев были связаны с Бар-Кохбой, который объявил себя Мессией и в 131 — 135 годах повёл своих сторонников на вооружённое восстание против Рима. Многие мудрецы, в том числе и Рабби Акива, поддержали восстание и провозгласили Бар-Кохбу потенциальным Мессией. Восставшим удалось освободить Иерусалим, однако в конечном итоге восстание было жестоко подавлено императором Адрианом. Неудача восстания серьёзно пошатнула веру евреев в близкий приход Мессии. Тем не менее, согласно Маймониду, Бар-Кохба не являлся в полном смысле ложным Мессией, а скорее кандидатом на эту роль, не сумевшим её сыграть.
Наиболее известны объявившие себя мессией Давид Реувени, Шабтай Цви, Якоб Франк. В «Послании в Йемен» Маймонид приводит список известных ему ложных мессий, действовавших в Йемене, Ираке, Франции, Марокко, Испании и др.

#### Врелигиозном сионизме
Рав Авраам Ицхак Кук отождествил период создания государства Израиль со временем «начала мессианского процесса» («Мессии из рода Иосифа») и подготовкой к конечному избавлению.

#### В ультраортодоксальных кругах
Представители религиозного антисионизма, такие как р. Тейтельбаум, напротив, обвинили сионизм в еретической подмене истинного мессианства.

### В еврейском фольклоре
Согласно преданию, основанном на библейском пророчестве, Мессия должен въехать в Иерусалим верхом на осле.
Вместе с тем еврейский народ создал большое количество идиом и поговорок с упоминанием Мессии, выражающих сильное сомнение в том, что тот придёт очень уж скоро. Вот некоторые поговорки на идише из еврейского фольклора Нью-Йорка:
- Если сын придёт и скажет, что выучил все уроки, убрал у себя в комнате, постирал бельё, подмёл вокруг дома, приготовил семье обед, а теперь ещё хочет за так помыть папину машину, то скажут мешияхс цайт — времена мессии наступили!
- Если слишком уж настаивают на чём-то, чего не желаешь делать, то еврей скажет ломир азой дерлебн мешиях — давайте доживём до прихода мессии, аналогично русскому «ждать до второго пришествия».

## Христианская традиция

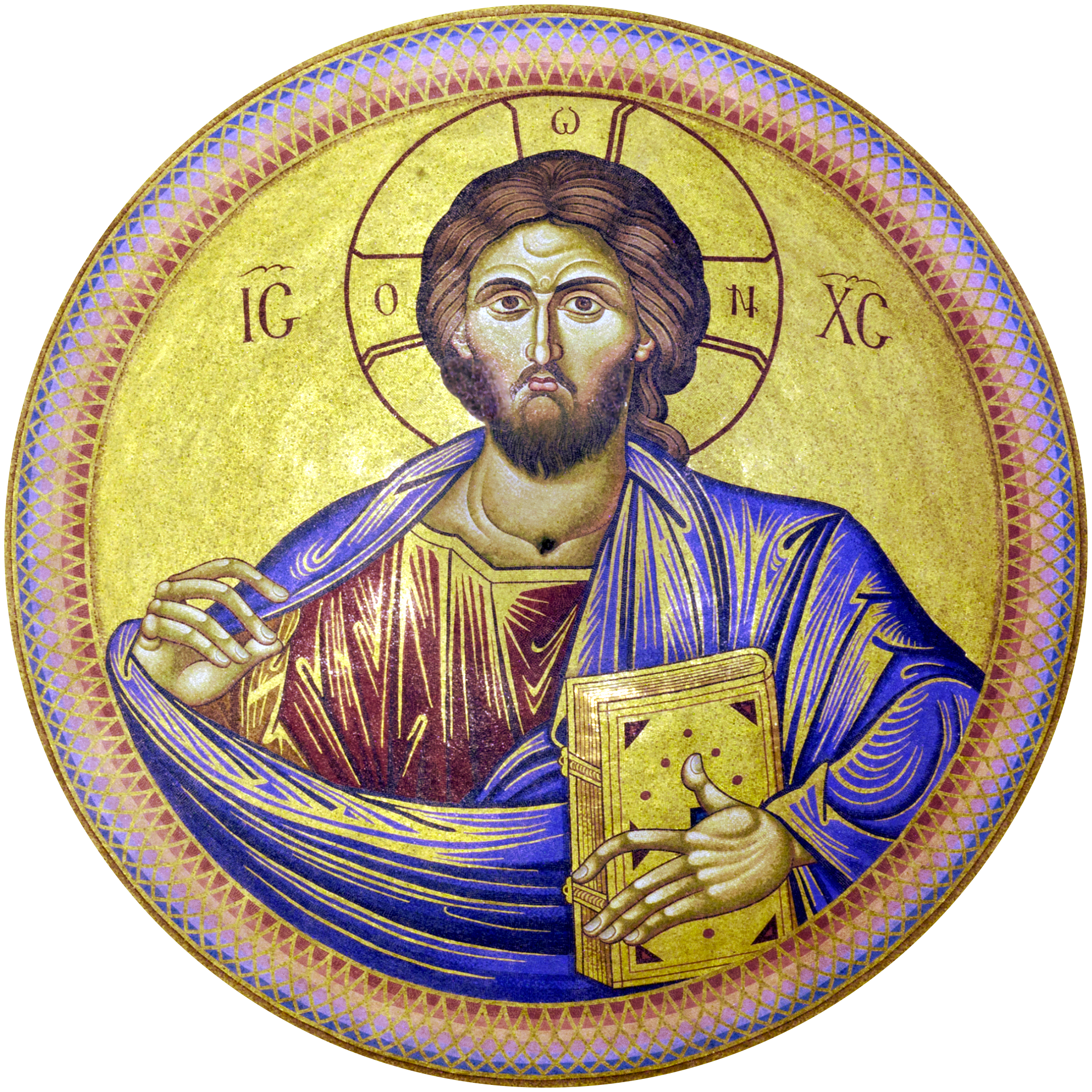
Мозаика с изображением Спаса Вседержителя в Храме Гроба Господня в Иерусалиме

Христианская религиозная традиция считает Мессией Иисуса из Назарета.
В отличие от иудейской традиции, в христианстве приход Мессии разделён на две стадии — два пришествия. В первый раз Мессия пришёл в начале Новой эры в лице Иисуса Христа (первое пришествие), а в будущем ожидается Второе пришествие Иисуса с окончательным установлением Царства Божьего.

### Трактование мессианских пророчеств Ветхого Завета
Христиане верят, что пророчества Ветхого Завета (Танаха), относящиеся к Мессии, говорят об Иисусе из Назарета. Эта вера опирается на следующие пророчества (но не ограничивается лишь перечисленными ниже):
Родословная. Мессия должен быть потомком Авраама, Исаака и Иакова. Происходить из колена Иудина (Быт. 49:10). Быть «корнем Иессея» и потомком Давида (3Цар. 2:4). Согласно текстам Нового Завета (Лк. 3:23—38), родословная Иисуса полностью соответствует этим требованиям. При этом родословные записи в древности хранились в Храме, который был разрушен в 70 году; таким образом, с момента разрушения Храма и до сих пор не представляется возможным прослеживать чьи-либо родословные с приемлемой достоверностью.
Время рождения. Стих Быт. 49:10 даёт христианам основание утверждать, что Мессия придёт до утраты самоуправления и законодательства древней Иудеей.
В книге пророка Даниила (9:25) указан год прихода Мессии, исчисляя от указа о восстановлении Иерусалима (указ Неемии, наместника Иудеи, вельможи Артаксеркса I, 444 год до н. э. Неем. 2:1—8). В последующих двух стихах предсказывается разрушение Иерусалима и Храма после смерти Мессии. Христиане считают, что это пророчество исполнилось в 70 году н. э., когда Иерусалим и Храм были разрушены войсками римского военачальника Тита, таким образом Мессия должен был прийти до этого разрушения. Произведённые расчёты
указывают на 30 марта (10 нисана) 33 года — на дату торжественного въезда Иисуса в Иерусалим.
Место рождения. Тот, которого происхождение от дней вечных и кто должен быть Владыкою в Израиле, должен родиться в Вифлееме (Мих. 5:2).
Рождение девой. Вера в то, что Мессия должен родиться от девы, основана на тексте Книги пророка Исайи (Ис. 7:14).
Оценка в 30 сребреников. Мессия должен быть оценен в 30 серебряных монет, которые будут брошены на пол Храма (Зах. 11:12—13).
Страдания за грехи людей. Вера в то, что Мессия должен пострадать, опирается на ряд пророчеств. В этой связи наиболее известна 53 глава Книги пророка Исайи, которая содержит описание отвержения, страданий и смерти Мессии. Страдания Мессии описывают также пророк Захария (Зах. 12:10) и израильский царь Давид (Пс. 21:17) предсказывая, что Мессия будет пронзён.
Воскресение из мертвых. Вера в то, что Мессия воскреснет из мёртвых, основывается на Псалме 15, а также на завершающих стихах 53-й главы Книги пророка Исайи (53:10, 12), которые описывают жизнь Мессии после казни.
Оправдывает людей от грехов. Оправдание от грехов связано с познанием Мессии (Ис. 53:11).
В Новом Завете жизнь Иисуса Христа описана как исполнение пророчеств Ветхого Завета и в тексте приводятся многочисленные цитаты из этих пророчеств как евангелистами, так и самим Иисусом.

### Свидетельства Нового Завета
Согласно Библии:
- имеются указания на то, что Иисус является Мессией (Христом) — слова Ангела, сказанные для Марии (Лк. 1:31—33), в собственном свидетельстве Иисуса перед Каиафой и синедрионом (Мф. 26:63, 64) и в исповедании апостолов (Мф. 16:16; Ин. 1:41).
- Иисус относится к употреблению слова «Мессия» с осторожностью. Сам он крайне редко называл себя так (Мк. 14:61, Ин. 4:25, 26).
- Иисус позволяет называть себя Сыном Давидовым, но запрещает бесноватым объявлять, что он — Мессия (Лк. 4:41). Он принимает исповедания веры, но после исповедания Петра запрещает двенадцати апостолам говорить, что он Мессия (Мф. 16:20). И с того времени он начинает разъяснять им сущность мессианства — его страдания и смерть за грехи людей, а затем — воскресение из мёртвых. Его путь Мессии — путь Сына Человеческого.

### Лжемессия с точки зрения христианства
В христианской эсхатологии присутствует Антихрист — человек, выдающий себя за Христа, но не являющийся им и имеющий злую сущность. В значении человека, который явится в будущем, Антихрист упоминается в Первом послании Иоанна.
В Библии имеются предостережения против лжепророков и лжехристов(Матфея. 24:24, Марка. 13:21).

## Исламская традиция
В Исламе используется арабский термин al-Masīḥ (араб. المسيح‎, произношение [maˈsiːħ]) для обозначения Иисуса. Однако значение отличается от значения, найденного в Христианстве и Иудаизм:
Хотя ислам разделяет многие верования и характеристики двух предшествовавших ему семитских/авраамических/монотеистических религий, идея мессианства, имеющая центральное значение в иудаизме и христианстве, чужда исламу, представленному в Коране.
В отличие от христианского взгляда на Смерть Иисуса, большинство мусульман верят, что Иисус был поднят на Небеса, не будучи помещенным на крест, и Бог создал подобие, которое выглядело точно так же, как Иисус, который был распят вместо Иисуса, и он вознесся телесно, чтобы Небеса, которые останутся там до его Второго пришествия в Конца дней. В Коране утверждается, что Иисус («Иса»), сын Марьям («Иса ибн Марьям») является мессией (аль-масих) и пророк, посланный к Детям Израиля. Согласно Кади ан-Ну’ман, известный мусульманин юрист периода Фатимидов, Коран называет Иисуса мессией, потому что он был послан к людям которые ответили ему, чтобы удалить («масаха») свои нечистоты, недуги своей веры.
Иисус — один из самых важных пророков в исламской традиции, наряду с Ноем, Авраамом, Моисеем и Мухаммедом. В отличие от христиан, мусульмане видят в Иисусе пророка, а не как самого Бога или сына Божьего. Это связано с тем, что пророчество в человеческом обличье не отражает истинные силы Бога, в отличие от популярного изображения Иисуса в христианстве. Таким образом, как и все другие исламские пророки, Иисус является одним из великих пророков, который получает откровения от Бога. По мнению религиозного деятеля Моны Сиддики, в исламе «пророчество позволяет Богу оставаться завуалированным, и в Коран, который Бог желает открыть прямо сейчас. Пророки гарантируют интерпретацию откровения и то, что послание Бога будет понято.» В Суре 19, Коран описывает рождение Исы, и Сура 4 прямо называет Ису сыном Марьям. Мусульмане-сунниты верят, что Иса жив в Небесах и не умер во время распятия. В Суре 4, стихи 157—158, также говорится, что: 

Но они не убили и не распяли его — это было только создано, чтобы казаться таким.
По словам религиоведа Махмуда Аюба, «непосредственная близость Иисуса (курб) к Богу подтверждается в Коране, утверждающем, что Иисус не умер, но был вознесен к Богу и остается с Богом.»
Хотя в Коране не говорится, что он вернется, исламская традиция, тем не менее, полагает, что Иисус вернется в конец времен, незадолго до Махди и применить свою силу исцеления. Он навсегда уничтожит ложь, воплощенную в Даджжале (лжеМессия), великом фальсификаторе, фигуре, подобной Антихрист в христианстве, который появится незадолго до «Яум аль-Кияма» («Дня Воскресения»). После того, как он уничтожит ад-Даджала, его последней задачей будет стать лидером мусульман. Иса объединит мусульманскую «умму» (последователей ислама) ради общей цели поклонения одному только Богу в чистом исламе, тем самым положив конец разделениям и отклонениям среди приверженцев. Основные мусульмане верят, что в то время Иса развеет христианские и еврейские утверждения о нём.
В хадисе у Абу Дауда говорится:

Пророк сказал: Нет пророка между мной и ним, то есть Ис. Он сойдет (на землю). Когда увидишь его, узнай его: человек среднего роста, рыжевато-белый, в двух светло-желтых одеждах, с таким видом, будто с его головы падают капли, хотя она и не мокрая. Он будет сражаться с людьми за дело Ислама. Он сломает крест, убьет свиней и отменит джизью. Аллах уничтожит все религии, кроме ислама. Он уничтожит антихриста и будет жить на земле сорок лет, а затем умрет. Мусульмане будут молиться над ним.

### В шиизме
Двенадцать ветвей шиитского ислама, которые в значительной степени ценят и вращаются вокруг Двенадцати имамов (духовных лидеров) существенно отличается от верований Суннитский ислам. В отличие от суннитского ислама, «мессианство является неотъемлемой частью религиозных верований и практик почти для всех мусульман-шиитов». Шиитский ислам верит, что последний имам вернется снова, с возвращением Иисуса. По словам религиоведа Моны Сиддики, «шииты прекрасно осведомлены о существовании повсюду двенадцатого имама, исчезнувшего в 874 году». Шиитское благочестие учит, что скрытый Имам вернется с Иисусом Христом, чтобы установить мессианское царство перед последним Судным Днем, когда все человечество предстанет перед Богом. Существуют некоторые разногласия относительно личности этого имама. Есть источники, которые подчеркивают, что шиитская секта согласна с евреями и христианами в том, что Имам Мехди («аль-Махди») — это ещё одно имя Илии, возвращение которого до прибытия Мессии было предсказано в Ветхий Завет.
Имамы и Фатима окажут прямое влияние на решения, вынесенные в тот день, представляя собой окончательное заступничество. Ведутся споры о том, должны ли мусульмане-шииты смириться со смертью Иисуса. Религиовед Махмуд Аюб утверждает: «Современные шиитские мыслители допускают возможность того, что Иисус умер и только его дух был вознесен на небеса». И наоборот, Сиддики утверждает, что шиитские мыслители верят, что Иисус «не был ни распят, ни убит». Она также утверждает, что мусульмане-шииты верят, что двенадцатый имам не умер, а «был взят к Богу», «вернётся в Божье время» и «вернётся в конце истории, чтобы установить Царство Божье на земле, как и ожидалось Махди».

### Лжемессия с точки зрения ислама
С точки зрения ислама, Даджжаль будет одноглазым, широкотелым и у него будут кучерявые волосы, На лбу у него буква кяф или всё слово кафир («неверующий»). Даджаль появиться перед концом света на большом осле, за ним пойдут все неверующие и кафиры, Даджжаль способен творить чудеса, которые на самом деле будут фальшивыми.

## Мессианские идеи в других религиях
- В буддизме спасителем считается будущий Будда Майтрея.
- В зороастризме — Саошьянт.
- В индуизме — Калки (десятая аватара Вишну из десяти аватар).
- В бахаизме — пророками считаются, в частности, Авраам, Моисей, Будда, Заратустра, Иисус Христос, Мухаммед, Кришна, Баб. Бахаулла считается воплощением пророчеств других религий о пришествии будущего спасителя (то есть второго пришествия Христа, Махди и скрытого имама в исламе, буддийского Майтрейи, зороастрийского Шаха Бахрама), учение которого должно помочь установить на земле царство мира и духовности.
- В растафарианстве — эфиопский император Хайле Селассие (ум. 1975).
- В Церкви объединения — «истинные родители» — Мун Сон Мён и его супруга Хан Хакча.
- В отдельных мифах североамериканских индейцев также просматриваются зачатки мессианских идей.